# Loránd Jendrassik
Loránd Jendrassik (ur. 18 sierpnia 1896 w Alsó-Pakony, zm. 19 lipca 1970 w Budapeszcie) – węgierski lekarz i fizjolog. Pracował w Klinice Medycznej Uniwersytetu w Peczu. Razem z Cleghornem opracował metodę ilościowego oznaczania bilirubiny w osoczu.

## Wybrane prace
- Einfache Stickstoffbestimmung[1]. 1934
- Quantitative Eiweißbestimmungen in tierischen Flüssigkeiten[2]. 1932
- Quantitative Bestimmung einiger tieriseher und pflanzlieher Farbstoffe in biologischem Material[3]. 1932
- Vereinfachte Methode Der Blutzuckerbestimmung[4]. 1938
- Verfahren zur Photometrischen Bestimmung des Blutbilirubins[5]. 1936
- Die Auswertung der Becherschen Xanthoreaktion am Stufenphotometer[6]. 1937
- Die Ursache der Sogenannten Grünen Urobilinogenreaktion[7]. 1936